# Harpenden Rural
Harpenden Rural es una parroquia civil del distrito de St. Albans, en el condado de Hertfordshire (Inglaterra).

## Geografía
Según la Oficina Nacional de Estadística británica, Harpenden Rural tiene una superficie de 9,23 km².

## Demografía
Según el censo de 2001, Harpenden Rural tenía 422 habitantes (51,18% varones, 48,82% mujeres) y una densidad de población de 45,72 hab/km². El 21,33% eran menores de 16 años, el 75,36% tenían entre 16 y 74 y el 3,32% eran mayores de 74. La media de edad era de 36,4 años. Del total de habitantes con 16 o más años, el 26,2% estaban solteros, el 64,16% casados y el 9,64% divorciados o viudos.
El 85,31% de los habitantes eran originarios del Reino Unido. El resto de países europeos englobaban al 5,45% de la población, mientras que el 9,24% había nacido en cualquier otro lugar. Según su grupo étnico, el 93,65% eran blancos, el 1,41% mestizos, el 2,59% asiáticos, el 1,41% negros y el 0,94% chinos. El cristianismo era profesado por el 70,62%, el judaísmo por el 1,42% y el islam por el 1,42%. El 17,54% no eran religiosos y el 9% no marcaron ninguna opción en el censo.
Había 4 hogares sin ocupar y 143 con residentes, de los cuales el 17,48% estaban habitados por una sola persona, el 2,8% por padres solteros, el 26,57% por parejas sin hijos, el 22,38% por parejas con hijos dependientes y el 10,49% con hijos independientes, el 11,89% por jubilados y el 8,39% por otro tipo de composición. 206 habitantes eran económicamente activos, 197 de ellos (95,63%) empleados y 9 (4,37%) desempleados.